# خون به پا خواهد شد
خون به پا خواهد شد (به انگلیسی: There Will Be Blood) فیلمی آمریکایی در ژانر درام به کارگردانی، تهیه‌کنندگی و نویسندگی پل توماس اندرسن، محصول سال ۲۰۰۷ است. این فیلم اقتباسی از رمان نفت! به قلم آپتون سینکلر است که در سال ۱۹۲۷ چاپ شده‌است. از بازیگران آن می‌توان به دنیل دی-لوئیس، پل دینو، کوین جی اکونر و کیران هایندز اشاره کرد.
این فیلم واکنش بسیار خوبی از سوی منتقدین و مردم کسب کرد. خون به پا خواهد شد در اکثر فهرست‌های بهترین فیلم‌های قرن بیست و یکم قرار داشته و از آن به عنوان یک شاهکار نام می‌برند. در این فیلم دنیل دی-لوئیس توانست تمامی جوایز فردی از جمله اسکار، گلدن گلوب و بفتا را از آن خود کند.

## داستان
در سال ۱۸۹۸ دنیل پلین‌ویو، جستجوگر نقره است که در یک سوراخ معدن واقع در نیومکزیکو به دنبال سنگ‌های باارزش می‌گردد. وی سرانجام پس از منفجر کردن دیواره‌ی سوراخ به مقصود خود می‌رسد، ولی مجروح شده و کشان کشان خود را به همراه آن سنگ به دفتر سنجش می‌رساند و گواهی تعیین ارزش فلزات گرانبها را دریافت می‌کند. در سال ۱۹۰۲ دنیل، یک منبع نفت را در نزدیکی لس آنجلس پیدا کرده و شرکت حفاری خود را تأسیس می‌کند. موقع کار در چاه نفت طی شکستن الوار نگهدارنده، وسایل به درون چاه سقوط کرده و یک نفر جان خود را از دست می‌دهد و دنیل فرزند کوچک او را که حالا یتیم شده به فرزندی می‌گیرد. اچ دبلیو پلین‌ویو به فرزند دنیل تبدیل شده و دنیل او را به عنوان شریک تجاری خود معرفی می‌کند.
در سال ۱۹۱۱ دنیل با موفقیت یک چاه نفت دیگر را به بهره‌برداری می‌رساند و شرکت خود را گسترش می‌دهد. جوانی به نام پل ساندی به ملاقات پلین‌ویو رفته و به او اطلاع می‌دهد که یک منبع نفت در روستای کوچکی به نام لیتل بوستون در کالیفرنیا وجود دارد که مزرعه خانوادگی آنها در آنجاست و به احتمال فراوان دارای نفت زیادی است. دنیل ابتدا قبول نمی‌کند ولی وقتی می‌فهمد که شرکت استاندارد اویل زمین های آنجا را خریده کمی مطمئن شده و با دادن مقداری پول به پل به همراه اچ دبلیو به سمت مزرعه ساندی حرکت می‌کند. دنیل نزد ساندی‌ها تظاهر می‌کند که شکارچی بلدرچین است و به جستجوی نفت می‌پردازد و با دیدن تراوش نفت به سطح زمین یقین پیدا کرده و به خانواده ساندی پیشنهاد می‌دهد که حاضر است زمین‌های آنها را با قیمت ۳۷۰۰ دلار بخرد. ایبل پدر پیر ایلای ساندی (شخصی که ادعا می‌کند از طرف خداوند به او وحی می‌شود)، برادر پل بلافاصله قبول می‌کند ولی ایلای تقاضای ۱۰۰۰۰ دلار برای نفت این زمین ها را می‌کند. دنیل با این رقم مخالفت کرده و قول می‌دهد به محض اکتشاف نفت ۵۰۰۰ دلار به کلیسای وحی سوم کمک کند.
دنیل به بنگاه املاک رفته و تمامی زمین‌های آن روستا را می‌خرد به استثنای زمین ویلیام بندی و طی یک سخنرانی به تمام مردم اطمینان میدهد که پس از استخراج نفت آن روستای برهوت و دورافتاده به یک روستای زیبا و پرامکانات تبدیل خواهد شد. استخراج نفت آغاز می‌شود، ابتدا همه چیز خوب به نظر می‌رسد ولی کم کم یکسری اتفاقات ناگوار روی می‌دهد: ابتدا در اثر سقوط یک میله به درون چاه یک کارگر کشته می‌شود و بعد هم در اثر فوران گاز ضربه‌ی سختی به سر اچ دبلیو وارد شده که باعث ناشنوایی او می‌شود. دنیل بعد از این اتفاقات دچار یک نوع رفتار خشونت‌آمیز شده که هنگام درخواست ۵۰۰۰ دلار توسط ایلای فوران کرده و پلین‌ویو کتک مفصلی به ایلای می‌زند، و ایلای که از این تحقیر عصبانی است کنترل خود را از دست داده و شروع به زدن پدرش ایبل می‌کند.
دنیل با مردی به نام هنری مواجه می‌شود که ادعا می‌کند برادر ناتنی‌اش است و با دادن مدارکی به دنیل او را راضی می‌کند که بگذارد در شرکت او کار کند. اچ دبلیو که بعد از آن واقعه به شدت منزوی و پرخاشگر شده سعی می‌کند با آتش زدن خانه هنری را بکشد ولی ناموفق می‌ماند و دنیل فرزند خوانده‌اش را به معلمی در سانفرانسیسکو می‌سپارد تا به او آموزش دهد. یک نماینده از استاندارد اویل پیشنهاد خرید تمام آن زمین‌ها و دادن یک پول هنگفت به دنیل را می‌دهد ولی دنیل که از اظهارنظر آن نماینده در مورد پسرش عصبانی است پیشنهاد آنها را رد میکند و بعد متوجه می‌شود قسمت بزرگی از ساحل آنجا در اختیار شرکت یونوکال است. با این وجود مزرعه باندی درست در مسیر احداث خط لوله قرار گرفته و مانعی جدی به شمار می‌رود.
پلین‌ویو به همراه هنری درگیر نوعی احساس وابستگی می‌شود ولی دنیل با یادآوری دوران کودکی خود، به حقیقت داستان هنری مشکوک شده و یک شب با اسلحه با او روبرو میشود و در کمال ناباوری می‌فهمد هنری دروغ گفته و برادر واقعی‌اش در اثر بیماری سل مرده است. هنری تقاضای بخشش می‌کند ولی دنیل از شدت خشم هنری را کشته و او را زیرزمین دفن می‌کند.
صبح روز بعد، پلین‌ویو توسط ویلیام بندی بیدار میشود، درحالی که بندی از جنایت دنیل اطلاع دارد و میخواهد دنیل در ازای دریافت حق احداث خط لوله در زمین‌های خود، در کلیسای ایلای توبه کند. ایلای در بخشی از مراسم توبه شروع به زدن دنیل می‌کند و از او می‌خواهد فریاد بزند که پسرش را ترک کرده است و در انتها او را غسل تعمید داده و دنیل با تشکر از او می‌رود. مدتی بعد احداث خط لوله آغاز شده و ایلای برای ترویج کلیسای خود لیتل بوستون را ترک می‌کند.
در سال ۱۹۲۷، مری ساندی خواهر کوچکتر ایلای با اچ دبلیو ازدواج می‌کند. دنیل فوق‌العاده ثروتمند شده و در یک عمارت اربابی زندگی می‌کند درحالی که به الکل اعتیاد پیدا کرده و زندگی تاریکی دارد. اچ دبلیو به همراه مترجم زبان ناشنوایان به سراغ پلین‌ویو رفته و درخواست اتمام مشارکت با او را می‌دهد. اچ دبلیو مایل است به همراه مری به مکزیک رفته و شرکت نفتی خود را به صورت مستقل در آنجا راه‌اندازی کند. دنیل واکنش بی‌رحمانه‌ای نشان داده و او را "یتیم نمک نشناس" و "حرامزاده داخل سبد" عنوان کرده و اچ دبلیو به او می‌گوید که خوشحال است پلین‌ویو پدرش نیست.
دنیل با وضعی آشفته در سالن بولینگ به خواب می‌رود و ایلای به سراغش آمده و به او اطلاع می‌دهد که ویلیام بندی مرده است و زمین های او به در اختیار نوه‌اش است. ایلای تقاضا می‌کند که پلین‌ویو به لیتل بوستون رفته و نفت آنجا را استخراج کند ولی دنیل تنها در صورتی این را می‌پذیرد که ایلای اعتراف کند پیامبری دروغین و نیرنگ‌باز است. ایلای پذیرفته و دروغ خود را آشکار می‌کند و دنیل به او اطلاع می‌دهد که پیش از این تمام نفت مزرعه بندی را بیرون کشیده و آنجا کاملاً خشک شده، ایلای که تمام زندگی خود را بر باد رفته می‌بیند سعی می کند با التماس کاری از پیش ببرد اما در نهایت دنیل او را در سالن بولینگ تعقیب کرده و با پین بولینگ او را می‌کشد. دنیل پلین‌ویو خسته و افسرده کنار جسد ایلای نشسته و اعلام می‌کند که دیگر تمام شده است. تقابل ذات انسانی و دین!

## بازیگران
- دنیل دی-لوئیس در نقش دنیل پلین‌ویو
- پل دینو در نقش پل و ایلای ساندی
- کوین جی اکونر در نقش هنری
- کیران هایندز در نقش فلچر همیلتون
- دیلون فرزیر در نقش اچ دبلیو پلین‌ویو (کودکی)
- راسل هاروارد در نقش اچ دبلیو پلین‌ویو (بزرگسالی)
- سیدنی مک‌کالیستر در نقش مری ساندی (کودکی)
- کالین فوی در نقش مری ساندی (بزرگسالی)
- دیوید ویلیس در نقش ایبل ساندی
- هانس هاوز در نقش ویلیام بندی
- پل اف. تامپکینز در نقش پرسکات
- جیم داونی در نقش آل رز
- دیوید وارشوفسکی در نقش اچ ام تیلفورد
- بری دل شلمن در نقش اچ بی ایلمن

## جوایز

### هشتادمین دوره جوایز اسکار[۲][۳]
- نامزد بهترین فیلم سال
- نامزد بهترین کارگردانی (برای پل توماس اندرسن)
- نامزد بهترین فیلمنامه اقتباسی (برای پل توماس اندرسن)
- نامزد بهترین کارگردانی هنری (برای جک فیک و جیم آرکسون)
- نامزد بهترین تدوین فیلم (برای دیلن تیچنر)
- نامزد بهترین تدوین صدا (برای متیو وود)
- برنده اسکار بهترین بازیگر نقش اول مرد (برای دنیل دی-لوئیس)
- برنده اسکار بهترین فیلمبرداری (برای رابرت السویت)

### گلدن گلوب
برنده گلدن گلوب برای بهترین بازیگر نقش اول مرد فیلم درام (دنیل دی لوئیس)